# راندي غاردنر
راندي غاردنر (بالإنجليزية: Randy Gardner)‏ هو سياسي أمريكي، ولد في 20 أغسطس 1958 في بولينغ غرين في الولايات المتحدة. حزبياً، نشط في الحزب الجمهوري. وقد انتخب عضو مجلس نواب أوهايو.